# Escuela de Finanzas
La Escuela de Finanzas, también conocida como EF Business School o EFBS, es una escuela de negocios especializada en impartir formaciones tipo master y posgrado, así como cursos especializados y ciclos superiores. Su sede está en La Coruña y fue fundada en 2007. En 2011 establece su campus principal en la localidad de Oleiros, y extiende sus actividades formativas a Colombia y Uruguay. En 2010 y 2011 se posiciona como la mejor escuela financiera en el ranking de escuelas de negocios del Consejo Superior de Investigaciones Científicas. En 2018 contaba con 234 estudiantes de postgrado y más de 200 docentes, el 95 % ejecutivos de empresa con sedes en La Coruña y Vigo, así como programas formativos en Colombia, Ecuador, Guinea Ecuatorial y Emiratos Árabes Unidos.

## Proyección internacional
Si bien, ya en 2008, la Escuela cierra un acuerdo para recibir estudiantes de la Universidad de Reikiavik, la mayor universidad privada de Islandia, lo cierto es que la proyección internacional de la Escuela se ha centrado en países de habla hispana, destacando países como Uruguay (2008), Colombia (2011) o Chile (2015). 2013 supone un punto de inflexión en este sentido, con la creación de un Centro de Lenguas y la acreditación por parte del Chartered Institute for Securities & Investment (CISI), con sede en Reino Unido. En 2014 imparte por primera vez en España la única certificación internacional en finanzas islámicas, acreditada por el citado instituto CISI, y centra sus esfuerzos de expansión en un International Excecutive MBA (La Coruña, Bogotá, Dubái), con el objetivo de convertirse en una escuela de negocios global. En 2017, la Escuela de Finanzas se incorporó a la red de centros autorizados del grupo británico Pearson, y firmó un acuerdo de colaboración con Pearson College London que hará posible que los estudiantes del mismo que completen el tercer año de carrera en el centro de Oleiros puedan obtener un grado universitario por la Universidad de Kent. El 27 de julio de 2019, el ex presidente de Colombia, Álvaro Uribe, clausuró el curso académico de EF Business School.